# 杉谷代水

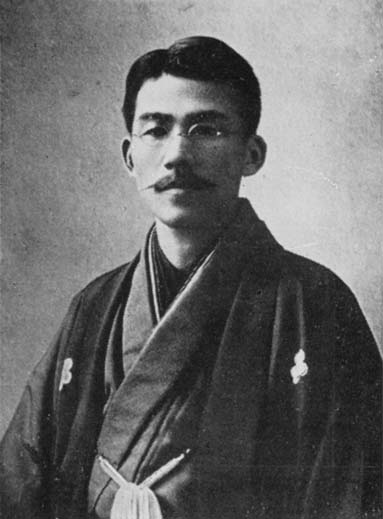
杉谷代水

杉谷 代水（すぎたに だいすい、1874年8月21日 - 1915年4月21日）は、日本の詩人、劇作家、翻訳家。本名は虎蔵。号の「代水」は鳥取市を流れる「千代川」に由来するという。アミーチスの「クオーレ」中の一篇を「親を尋ねて三千里」のタイトルで翻訳したり、文部省唱歌となる「星の界（ほしのよ）」の歌詞などを書いた。
また長女の恵美子は選集の編集をしたり、佐々木恵美子の名前で脚本家として活躍した。

## 来歴
- 1874（明治7）年 - 8月21日、鳥取県境港に生まれる。2歳のときに島根県松江、9歳のときに鳥取市に移り住む。
- 1887（明治20）年 - 鳥取高等小学校を卒業後、鳥取県尋常中学校（現鳥取西高等学校）に入学。
- 1892（明治25）年 - 尋常中学校を卒業し、鳥取高等小学校[2]の嘱託となる。
- 1895（明治28）年 - 東京専門学校（現早稲田大学）文学部に入学、講師をしていた坪内逍遙に認められるも病気で中退する。
- 1898（明治31）年 - 坪内逍遙の推薦で冨山房に入り、「国語読本」[3]の編集に参加。一方で『早稲田文学』に新体詩「わかれの春」「海賊」「行雲歌」「夕しほ」などを発表し、文壇デビューを果たす。
- 1902（明治35）年 - 『学童日誌』（春陽堂）刊行[4]。
- 1903（明治36）年 - 『沙翁物語』（冨山房）刊行。
- 1905（明治38）年 - 歌劇を創作、「熊野（ゆや）」「小督（おごう）」（明治38年）、「太田道灌」「胡蝶」「残夢」（明治39年）、「舌切雀」（明治40年）など。
- 1907（明治40）年 - この年『早稲田文学』に書いた戯曲「大極殿」が文藝協会により上演される。
- 1909（明治42）年 - 『希臘神話』（冨山房）刊行[5]。この頃、同郷の作曲家である田村虎蔵の依頼により唱歌の作詞を始める。
- 1910（明治43）年 - 唱歌「星の界（ほしのよ）」発表。他に「木枯」「古武士」「敵襲」「友情」「孝女」「漁火」など60余編を残す。
- 1911（明治44）年 - 12月、粟田壽賀子と結婚。
- 1912（明治45・大正1）年 - 『作文講話及文範』（芳賀矢一との共編、冨山房）刊行。
- 1913（大正2）年 - 長女・恵美子が生まれる。
- 1915（大正4）年 - 4月21日死去。40歳没。死後『アラビヤンナイト』が刊行される[6]。墓所は雑司ヶ谷霊園。

## 著書
- 『新曲太田道灌』東儀季治曲 修文館 1906
- 『新曲残夢』前田久八曲 修文館 1906
- 『新曲胡蝶』目賀田萬世吉曲 修文館 1906
- 『功と罪』通俗教育会 1908
- 『日吉丸』久遠堂（家庭歴史文庫） 1908
- 『日本武尊』久遠堂（家庭歴史文庫） 1908
- 『杉谷代水選集』杉谷恵美子編 冨山房 1935[7]

### 共編
- 『作文講話及文範』上・下巻 芳賀矢一共編 冨山房 1912
『作文講話及び文範』芳賀矢一共編 講談社学術文庫 1993
- 『書簡文講話及文範』上・下巻 芳賀矢一共編 冨山房 1913

### 翻訳・翻案
- 『学童日誌』上・下巻 春陽堂 1902
『学童日誌（クオレ）』 冨山房百科文庫 1938
- 『沙翁物語』シェークスピア 冨山房 1903[8]
- 『希臘神話』ヂェームス・ボールドヰン 杉谷代水(虎蔵)編訳 冨山房 1909
『ギリシャ神話［新版］』冨山房企畫 2011
- 『アラビヤンナイト』上・下巻 冨山房（模範家庭文庫） 1915
『大アラビヤンナイト』冨山房 1927
『アラビヤンナイト』1-3巻 冨山房百科文庫 1938[9]
『アラビアンナイト』上・下巻 佐々木恵美子訂補 冨山房 1950

## 注
1. ↑  チャールズ・コンヴァース作曲の讃美歌「What a friend we have in Jesus」に、原詩とは違う歌詞を付けたもので、文部省唱歌として広く歌われた。参考：「池田小百合　なっとく童謡・唱歌　明治の唱歌（文部省唱歌など）」、「星の界（原曲：たふときわが友・いつくしみ深き）」
2. ↑  高等小学校は後の国民学校高等科。現在の中学校。よって高等小学校は現在の前期中等教育に相当。
3. ↑  尋常小学校、高等小学校用の国語教科書。冨山房では坪内逍遙監修のものが作られていた。
4. ↑  アミーチスの「クオーレ」を翻案したもの。そのうちの一篇、直訳すると「アペンニーノ山脈からアンデス山脈へ」となる話に「親を尋ねて三千里」という題名を付けたのが杉谷代水で、「三千里」という表現はその後も継承されるようになった。参照：「児童図書研究室レファレンス集」 - 福島県立図書館
5. ↑  ジェームズ・ボールドウィン（James baldwin、1841-1925）の「Greek Myths」の翻訳に、杉谷代水による註釈と補説を加えたもの。参考：「ジェームス・ボールドウィン」 - 翻訳作品集成
6. ↑  装丁・挿絵は岡本帰一、校訂補筆は楠山正雄による。
7. ↑  『杉谷代水選集』　選集の目次を見ることができる。
8. ↑  「マクベス」「あらし」「第十二夜」収録
9. ↑  1「シンドバッドの七航海」、2「アラヂンとふしぎなランプ」、3「アリ・ババの話」

## 参考資料
- 『日本演劇教育史』冨田博之著、国土社、1998.12
- 『日本近代文学大事典』講談社、1984